# Голубинский, Дмитрий Михайлович
Дмитрий Михайлович Голуби́нский (театральный псевдоним по месту рождения, настоящая фамилия — Тростянский; 1880 — 1958) — украинский советский актёр театра и кино. Народный артист Украинской ССР (1947).

## Биография
Родился 17 (29 ноября) 1880 года в станице Голубинская (ныне Калачёвский район, Волгоградская область). Сценическую деятельность начал в Астрахани в 1905 году, затем выступал в различных провинциальных городах России. С 1916 года — актёр петроградского частного театра К. Н. Незлобина.
С 1917 года играл на сцене театра Союза сценических деятелей (бывш. Суворинский). В 1918 году принимал участие в постановке «Мистерии-буфф» В. В. Маяковского в качестве исполнителя ролей Негуса абиссинского и Вельзевула на сцене петроградского Театра музыкальной драмы, режиссёр Вс. Э. Мейерхольд).
С 1919 года — актёр труппы БДТ, в котором прослужил до 1924 года. В 1924 — 1928 годах — в Общедоступном передвижном театре П. П. Гайдебурова и Н. Ф. Скарской. С 1928 года играл в Днепропетровском драматическом театре. В 1932 — 1933 годах — в киевском Русском драматическом театре, позже работал в Театре Советской Армии — в Киеве, Одессе, Львове.
Умер 29 января 1958 года. Похоронен в Одессе на Втором городском христианском кладбище.

## Избранные театральные роли
- «Волки и овцы» А. Н. Островского — Чугунов
- «Мёртвые души» по поэме Н. В. Гоголя — Михаил Семёнович Собакевич
- «Вишнёвый сад» А. П. Чехова — Фирс и Ермолай Алексеевич Лопахин
- «Броненосец 14-69» В. В. Иванова — Вершинин
- «Страх» А. Н. Афиногенова — профессор Бороздин
- «Земля» Н. Е. Вирты — Сторожев
- «Гамлет» Шекспира — Полоний

## Фильмография
В кино стал сниматься с 1916 года.
- 1916 — Вова на войне
- 1932 — Иван — секретарь парткомитета
- 1933 — Любовь
- 1934 — Моё
- 1934 — Настоящий парень (короткометражный)
- 1934 — Молодость — старый партиец
- 1934 — Красный платочек — пан
- 1934 — Мак цветёт (короткометражный)
- 1935 — Строгий юноша — Иван Германович, хирург
- 1936 — Настоящий товарищ — доктор
- 1938 — Кармелюк — пан Хлопицкий
- 1939 — Всадники — гость на приеме
- 1945 — Зигмунд Колосовский — ксендз Иорис

## Награды и премии
- Сталинская премия третьей степени (1952) — за исполнение роли Пешека в спектакле «Прага остаётся моей» Ю. А. Буряковского, поставленного на сцене Одесского драматического театра Советской Армии (с 1953 года Драматический театр Прикарпатского военного округа).